# Уиллоу Корнуолльский
Уиллоу (англ. Wyllow) — корнуолльский отшельник и мученик. Святой Католической церкви, день памяти — 3 июня.
Святой Уиллоу родился в Ирландии. Он предположительно был обезглавлен Мелином ис Кинредом (Melyn ys Kynrede) в приходе Лантеглос (Lanteglos), неподалёку от города Фой (Fowey). По преданию, он взял свою голову и нёс пол-мили до моста, названного впоследствии мостом святого Уиллоу. На том месте впоследствии воздвигли церковь в его честь. О Житии святого Уиллоу сообщает Уильям Вустерский. Годы жизни его неизвестны, предположительно, он жил в VI веке. Николай Роскаррок (Nicholas Roscarrock) указывает 3 июня как день его памяти.